# Economía de las Islas Marianas del Norte
La economía de las Islas Marianas del Norte se beneficia sustancialmente de la asistencia financiera de los Estados Unidos y el turismo. La tasa de financiación ha disminuido a medida que los ingresos del gobierno generados localmente han crecido. Un acuerdo para los años 1986 a 1992 dio derecho a las islas a $ 228 millones para desarrollo de capital, operaciones gubernamentales y programas especiales. Desde 1992, la financiación se ha extendido un año a la vez. La Commonwealth recibió una financiación de $ 11 millones para infraestructura, desde el año fiscal 1996/97 hasta el año fiscal 2002/03, con una contribución local igual.

## Turismo
Una fuente principal de ingresos en rápido crecimiento es la industria turística, que ahora emplea a aproximadamente la mitad de la fuerza laboral. Predominan los turistas chinos y coreanos. El sector agrícola es de menor importancia y está formado por ranchos ganaderos y pequeñas granjas que producen cocos, fruta del pan, tomates y melones.

## Industria textil
La producción de prendas de vestir era una industria en aquel entonces con un empleo de 12,000 trabajadores en su mayoría chinos y envíos de $ 1 mil millones a los Estados Unidos en 1998 bajo exenciones de aranceles y cuotas. Esta producción es extremadamente controvertida porque los bienes producidos en las Islas Marianas del Norte se pueden etiquetar como "Hecho en los Estados Unidos" , aunque no todas las leyes laborales estadounidenses se aplican a la comunidad, lo que lleva a lo que los críticos acusan de "condiciones de explotación" para los trabajadores importados, en su mayoría asiáticos. Entre otras compañías, la tienda de ropa para adolescentes Abercrombie & Fitch ha producido algunas de sus prendas en las Islas Marianas del Norte y las ha vendido a precios altos.
Sin embargo, la industria de la confección está cambiando y muchas de las fábricas de prendas de vestir están cerrando debido al levantamiento de las restricciones comerciales de la OMC a las importaciones chinas. La industria se estableció inicialmente en la Commonwealth porque algunas leyes laborales y de inmigración de los EE. UU. No se aplican dentro de la CNMI; por ejemplo, la tasa de salario mínimo de la CNMI de $ 6.05 por hora (para la mayoría de los puestos de trabajo) es inferior a la tasa federal, que se aplica La mayoría de las otras áreas de los Estados Unidos. Además, el CNMI retiene el control local sobre la aplicación de la ley de aduanas e inmigración, a diferencia de Guam.
A fines de la década de 1990, varias grandes empresas textiles estadounidenses como Calvin Klein, Tommy Hilfiger y Sears fueron criticadas por haber fabricado ropa en condiciones de explotación en Saipán. En marzo de 2000, varios acusados resolvieron una demanda colectiva presentada por trabajadores de la confección saipaneses, que presuntamente había sufrido malos tratos. Como parte del acuerdo, que no implicaba la admisión de irregularidades, Tommy Hilfiger y otras compañías acordaron la supervisión independiente de su fabricación en Saipán, un término rechazado por otros acusados como Lane Bryant y JC Penney.
En 2004, y en respuesta a una larga y costosa demanda colectiva presentada por los trabajadores de la confección contra varios fabricantes de ropa , se creó una Junta de Supervisión de la Ropa, destinada a proteger los derechos de los trabajadores. Según se informa, estas acciones han dado lugar a mejores condiciones desde el comienzo del siglo XXI.